# Cladothela tortiembola
Cladothela tortiembola är en spindelart som beskrevs av Paik 1992. Cladothela tortiembola ingår i släktet Cladothela och familjen plattbuksspindlar. Inga underarter finns listade i Catalogue of Life.